# Hamadanmatta

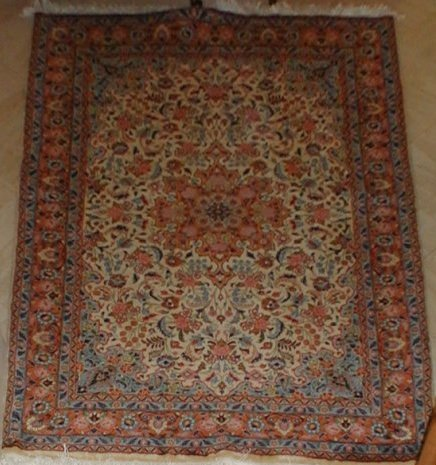
Hamadanmatta

Hamadanmattor, en typ av mattor som knyts i ett stort område kring staden Hamadan i nordsvästra Iran. Karakteristiskt för de riktigt gamla hamadanmattorna är den naturfärgade kamelullen som ofta användes till en bred, omönstrad bård längs mattans ytterkant. Ibland användes även kamelullen även till botten i mittenfältet. Vanliga mönster är stavformade medaljonger, nätmönster och stiliserade blommor, men varje distrikt kring staden har sina egna karakteristiska mönster och färger. De olika mattvävardistrikten vars mattor förut gick under samlingsnamnet hamadanmattor men numera bär sina egna namn är till exempel Enjilas, Glotuk, Zenjan och Tuisserkan.